# Festa dei Gigli

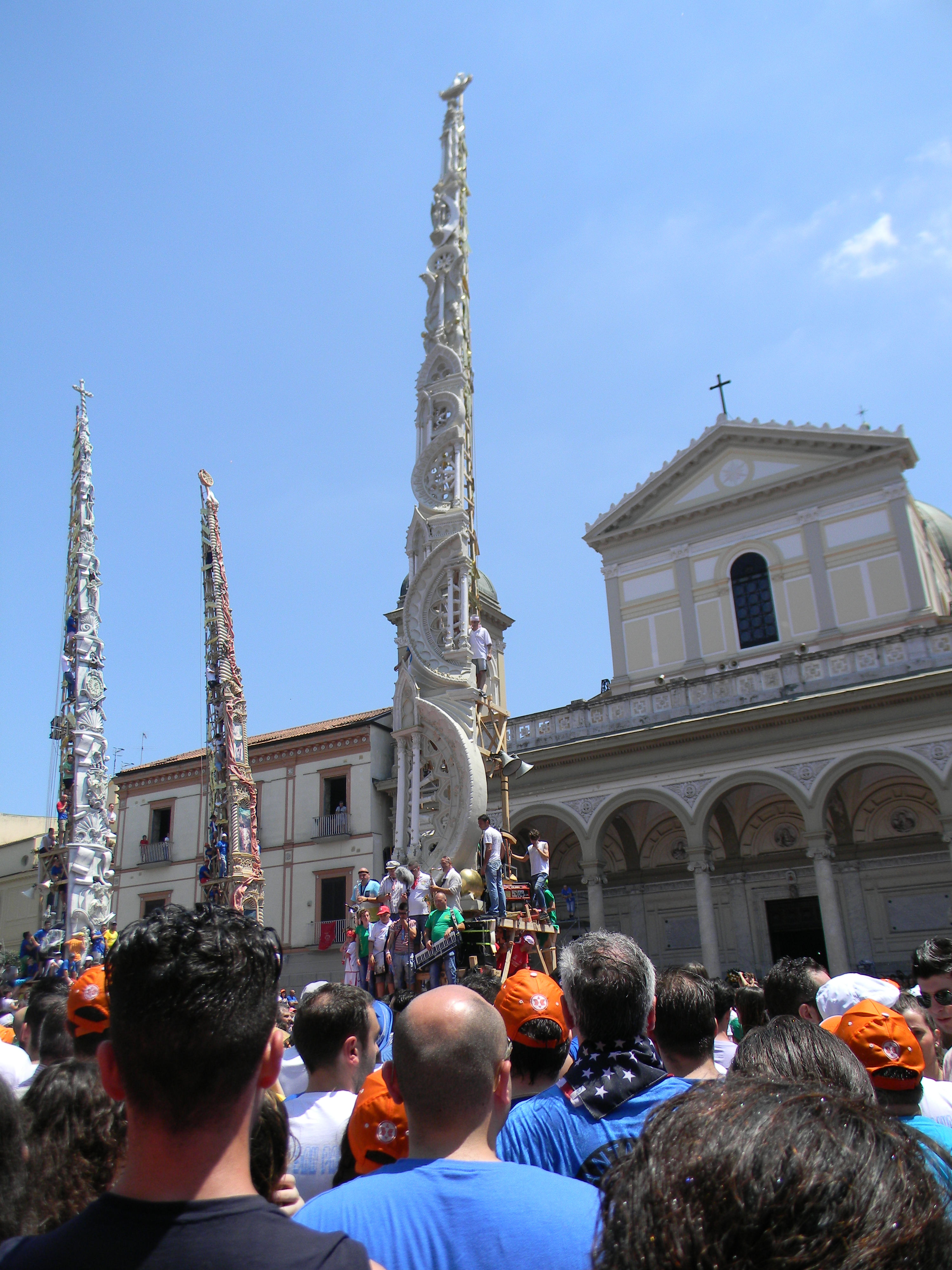
Festa dei Gigli in Nola, regio Campanië

Het Festa dei Gigli is een jaarlijks feest in Nola, een deelgemeente van de metropolitane stad Napels in Zuid-Italië. 

## Naam
Gigli zijn houten platforms die op de schouder rond gedragen worden. Enkelvoud is giglio. De dragers heten cullatori of in het Napolitaans dialect cullaturi. Een groep dragers van eenzelfde platform draagt de naam van paranza.

## Historiek
De oorsprong ligt in een processie voor de heilige Paulinus van Nola. Deze heilige wordt jaarlijks herdacht in Nola omdat hij in de 4e eeuw de plundering van de stad afgekocht zou hebben van de Visigoten. Paulinus sloot hierover een akkoord met Alarik I, leider der Visigoten en aanvankelijk een Romeins generaal. Paulinus keerde als een vrij man en als bevrijder terug in Nola, met een triomftocht.
Bronnen over de processie gaan slechts terug tot de jaren 800. In de Middeleeuwen waren het de verschillende gilden die elk een platform bouwden en het ronddroegen. Het Festa dei Gigli ontwikkelde zich tot een volksfeest. De platforms werden met hout en papier-maché opgetrokken tot torens.
Vanaf het jaar 1887 werd het feest grootschalig georganiseerd. Er kwam een stichting Fondazio Festa dei Gigli; hiermee werd de processie al een jaar lang voorbereid, kwam er competitie om het hoogste platform te bouwen en ontstonden er nevenactiviteiten met sponsors. De UNESCO erkende de traditie van dragers in Nola en in drie andere Italiaanse steden als Immaterieel cultureel erfgoed in het jaar 2013.